# Estación Chuña
Chuña es una estación de ferrocarril ubicada en la localidad del mismo nombre, departamento Ischilín, provincia de Córdoba, Argentina.

## Servicios
Presta servicios de cargas a través de la empresa estatal Trenes Argentinos Cargas. Pertenece al ramal A del Ferrocarril General Belgrano.